# Distrito electoral de Cleveland (condado de Cherry, Nebraska)
Cleveland (en inglés, Cleveland Precinct) es una subdivisión territorial del condado de Cherry, Nebraska, Estados Unidos. Según el censo de 2020, tiene una población de 277 habitantes.
Es una subdivisión exclusivamente geográfica, que abarca un extenso territorio cubierto en su mayoría de bosques, lagos y reservas de animales salvajes.
En el estado de Nebraska, 25 condados están subdivididos en townships y 63 (entre ellos, Cherry County) en precintos, donde no hay gobierno municipal. 

## Geografía
Está ubicado en las coordenadas 42°35′54″N 100°35′44″O / 42.59833, -100.59556 (42.598279, -100.59559). Según la Oficina del Censo de los Estados Unidos, Cleveland tiene una superficie total de 913.41 km², de la cual 870.06 km² corresponden a tierra firme y 43.35 km² es agua.

## Demografía
Según el censo de 2020, hay 277 personas residiendo en la zona. La densidad de población es de 0,32 hab./km². El 97.47% de los habitantes son blancos, el 0.36% es amerindio, el 0.36% es isleño del Pacífico, el 0.72% son de otras razas y el 1.08% son de una mezcla de razas. Del total de la población, el 0.72% son hispanos o latinos de cualquier raza.